# June Carter Cash
June Carter Cash, (Maces Spring, 1929. június 23. –‎ Nashville, 2003. május 15.) ötszörös Grammy-díjas country-énekesnő, dalszerző; Johnny Cash második felesége. Cash-sel kötött házassága előtt June Carter néven ismerték, és házassága után is így tartották számon a korábbi dalszerzői munkáiban is. Gitározott, bendzsózott, szájharmonikán és autohárfán játszott, és számos filmben és televíziós műsorban szerepelt.

## Pályafutása
Valerie June Carter a zenészcsalád tagjaként már tízévesen színpadra lépett, és countryzenét játszott. Felnővén rövid ideig színésznőként dolgozott, de hamarosan visszatért a zenéhez. A színpadon gyakran játszott autohárfán, bendzsón és gitáron.
Az 1950-es években feleségül ment Carl Smith countryzenészhez. A házasságból egy lánya született, Carlene Carter, aki az 1970-es, -80-as években a harmadik generációban folytatta a sikeres családi hagyományt. 1957-ben feleségül ment Edwin „Rip” Nix rendőrtiszthez és sofőrhöz. Lányuk, Rosie 1958-ban született és 2003. októberében szén-monoxid-mérgezésben meghalt.
1961-től Johnny Cash-sel turnézott. 1963 áprilisában Cash kiadta a „Ring of Fire” című dalt, amely az ő verziójában világsláger lett. A dalt 1962-ben írta Merle Kilgore és June Carter, akik Cash alkohol- és gyógyszerfüggőségét, valamint a férfi iránti tiltott szerelmét írják le. Cash és Carter akkoriban ugyan más partnerekkel voltak házasok, de már régóta szerelmesek voltak egymásba. June Carter csak 1968. február 22-én fogadta el a házassági ajánlatot egy Ontarióban megrendezett koncerten. 1968. március 1-jén házasodtak össze. Fiuk, John Carter Cash 1970-ben született.
June Carter a Cash-szel való közös munka mellett továbbra is fellépett nővéreivel, amellett szólókarrierbe kezdett. 1975-ben adta ki debütáló szólóalbumát, az „Appalachian Pride”-ot. 1983-ban Cash oldalán szerepelt a „Gyilkosság Coweta megyében” című filmben. Többször dolgozott színésznőként is − többnyire férje mellett, például a „Quinn doktornő” című tévsorozat több epizódjában.
2000-ben Grammy-díjat kapott a Press On című albumért a „Legjobb hagyományos folkalbum” kategóriában, 2004-ben pedig a posztumusz megjelent „Wildwood Flower" című albumért, valamint a "Keep on the Sunny Side” című albumért a „Legjobb női country vokális előadás” kategóriában.
June Carter Cash 2003. május 15-én, 73 éves korában hunyt el egy szívbillentyű-műtétet követően.

## Albumok
- https://www.last.fm/music/June+Carter+Cash/+albums
- 1975: Appalachian Pride
- 1999: Press On
- 1999: It's All in the Family
- 2003: Wildwood Flower

## Filmek
- 1957: Gunsmoke (tévésorozat)
- 1976: A farm, ahol élünk (tévésorozat)
- 1983: Gyilkosság Coweta megyében
- 1986: Postakocsi (tévéfilm)
- 1986: The Last Days of Frank and Jesse James (tévésorozat)
- 1993–1997: Quinn doktornő (tévésorozat)
- 1997: Apostel!

## Díjak
- 2005-ös Walk the Line című filmért Oscar-díjat és Golden Globe-díjat kapott a legjobb női főszereplő kategóriában.
- 2009: Christian Music Hall of Fame
- 2005: Country Music Hall of Fame

## Fordítás
- Ez a szócikk részben vagy egészben  a   June Carter Cash című német Wikipédia-szócikk ezen változatának fordításán alapul.  Az eredeti cikk szerkesztőit annak laptörténete sorolja fel. Ez a jelzés csupán a megfogalmazás eredetét és a szerzői jogokat jelzi, nem szolgál a cikkben szereplő információk forrásmegjelöléseként.